# Ратуша (Си-Трейн)
«Ратуша» / «Олимпик Плаза» — станция системы легкорельсового транспорта Си-Трейна в Калгари, Альберта, Канада. Расположена в транзитном узле на седьмой авеню между Macleod Trail и 3 Street S.E. Является самой восточной узловой станцией в центре города и первой станцией в центре города, имеющей платформы по обе стороны путей (второй стала станций Downtown West – Kerby (C-Train), открытая в 2012 году). Станция обслуживает маршруты 201 и 202, а также восточную тарифную зону.
Эта новая двойная платформа заменяет две прежние станции станции — «Ратуша» и «Олимпик Плаза», обе открытые 25 мая 1981 года как часть первой легкорельсовой линии Калгари от 8 Street W до Anderson.
Первоначально станция Ратуша обслуживала только поезда восточного направления и называлась 2 Street E. В конце 1987 года станцию переименовали в современное название, так как 2 Street S.E. стала улицей Macleod Trail Northbound, а станцию решили не называть станцией Маклеод, потому что улица большой протяжённости до самой южной оконечности города и такое название было бы затруднительным указанием на конкретную станцию. Название Ратуша было выбрано в связи с местоположением близ муниципального здания в Калгари.
Ранее станция Олимпик Плаза называлась 1 Street E. В конце 1987 года она была переименована по названию сооружения, находящегося поблизости, и она располагалась между Macleod Trail и 1 Street SE.
По состоянию на 2005 год станция обслуживала 9 700 и 11 800 пассажиров в день (платформы Ратуша и Олимпик Плаза соответственно).